# Stschastliwy wmeste
Stschastliwy wmeste (russisch Счастливы вместе, wörtliche Übersetzung Glücklich zusammen) ist eine ab 2006 in Russland gedrehte Sitcomserie. Es handelt sich um eine Abwandlung der US-amerikanischen Fernsehserie Eine schrecklich nette Familie. Die Ausstrahlung erfolgt auf dem russischen Fernsehsender TNT.

## Handlung
Die Serie handelt von einer typischen russischen Familie, bestehend aus Ehemann, Ehefrau, Sohn, Tochter und Hund. Die Familie lebt in Jekaterinburg.
Hausherr Gennadi Bukin ist Verkäufer für Damenschuhe. Seine Frau Darja (Dascha) ist Hausfrau und verbringt einen Großteil ihrer Zeit vor dem Fernseher. Ihre Kinder sind die attraktive und nicht gerade intelligente Tochter Swetlana, der beim anderen Geschlecht erfolglose Sohn Roman, das später zugeschobene Familienmitglied Sedmoi (russ. für „Siebter“/→ Semön) und der äußerst schlaue Hund Baron. Die Nachbarn sind die sehr unattraktive Jelena und ihr Ehemann Jewgeni Stepanow. Später verlässt Jewgeni Jelena und sie heiratet den attraktiven Anatoli Poleno.
Die Gemeinsamkeiten mit dem US-amerikanischen Vorbild sind stark – jedoch wurden einige Anpassungen an die russische Kultur notwendig, wie z. B. das Schaschlikessen in der ersten Staffel. Die Serie erfreut sich in Russland großer Beliebtheit.
2008 wurde ein nationaler Wettbewerb veranstaltet. Die Zuschauer waren aufgerufen, eine selbst geschriebene Episode einzureichen. Diese neuen Episoden bilden die vierte Staffel, die mindestens 60 Episoden umfassen soll. 
Stschastliwy wmeste wird bei folgenden Sendern ausgestrahlt:
- TNT – Russland
- ONT – Belarus
- Novi Kanal – Ukraine
- NTK – Kasachstan
- TV3 – Lettland
- 3+viasat – Estland